# Синьо отместване
Синьо отместване на електромагнитна вълна се нарича всяко намаляване на дължината на вълната и съответно повишение на честотата. В диапазона на видимата светлина този ефект се проявява като изменение на цвета от червения към синия край на спектъра, оттам и името му. Обратният ефект се нарича червено отместване.

## Доплерово синьо отместване
Доплеровото синьо отместване се причинява от движението на източника към наблюдателя. Терминът се отнася за всяко смаляване на дължината на вълната и увеличаване на честотата, причинени от относително движение, дори и извън видимия спектър. Само обекти, движещи се с почти релативистични скорости към наблюдателя, са видимо по-сини за невъоръженото око, но дължината на вълната на всеки отразен или излъчен фотон или друга частица се скъсява по посока на пътуването.
Доплеровото синьо отместване се използва в астрономията за определяне на относителното движение, като например:
- Галактиката Андромеда се движи към Млечния път в рамките на Местната група.
- Компонентите на двойна звезда биха били отместени към синия спектър, когато се движат към Земята.
- При наблюдаването на спирални галактики, страната, движеща се към нас, би имала леко изместване към синия спектър по отношение на страната, която се отдалечава от нас.

## Гравитационно синьо отместване
За разлика от относителното Доплерово синьо отместване, причинено от движението на източника към наблюдателя и, следователно, зависещо от ъгъла, под който се приема фотона, гравитационното синьо отместване е абсолютно и не зависи от ъгъла на приемане на фотона. Фотоните, излизащи от гравитационен обект, имат по-малка енергия. При тази загуба на енергия се наблюдава червено отместване. По подобен начин, фотоните, попадащи в гравитационно поле, се енергизират и проявяват синьо отместване.
Това е естествено следствие от закона за запазване на енергията и равенството на маса и енергия, което е потвърдено експериментално през 1959 г. Гравитационното синьо отместване допринася за анизотропията на реликтовото излъчване чрез ефекта на Сакс-Волф – когато гравитационен кладенец се променя, докато през него преминава фотон, количеството синьо отместване при навлизане би се различавало от количеството гравитационно червено отместване при излизане.

## Космологично синьо отместване
В хипотетична вселена, претърпяваща Голямо свиване, би се наблюдавало космологично синьо отместване, като по-отдалечните галактики се отместват към синия спектър. Това е точно обратното на наблюдаваното в действителност космологично червено отместване в разширяващата ни се вселена.